# Кайлинское сельское поселение (Кемеровская область)
Кайлинское сельское поселение — упразднённое муниципальное образование в Яйском районе Кемеровской области.
Административный центр — село Кайла.

## История
Кайлинское сельское поселение образовано 17 декабря 2004 года в соответствии с Законом Кемеровской области № 104-ОЗ.

## Население
| 2010 | 2011  | 2012  | 2013  | 2014  | 2015 | 2016 |
| ---- | ----- | ----- | ----- | ----- | ---- | ---- |
| 1144 | ↘1143 | ↘1105 | ↘1071 | ↘1031 | ↘977 | ↘945 |
| 2017 | 2018  | 2019  |       |       |      |      |
| ↘909 | ↘875  | ↘860  |       |       |      |      |

## Состав сельского поселения
| № | Населённый пункт      | Тип населённого пункта       | Население |
| - | --------------------- | ---------------------------- | --------- |
| 1 | Воскресенка (Суровка) | посёлок                      | 107       |
| 2 | Данковка              | деревня                      | 270       |
| 3 | Кайла                 | село, административный центр | 726       |
| 4 | Малиновка             | деревня                      | 41        |

## Статистика
На территории несовершеннолетних — 253 человека, пенсионеров — 206 человек, инвалиды — 53 человека, безработные — 141 человек.
На территории административного участка расположены: 1 школа, 1 детский сад, 2 медицинских учреждения, 7 объектов жизнеобеспечения, 4 магазина, 2 объекта культуры. ПСХК «Первомайский»